# Shipton-under-Wychwood
Shipton-under-Wychwood es una localidad situada en el condado de Oxfordshire, en Inglaterra (Reino Unido). Tiene una población estimada, a mediados de 2020, de 3082 habitantes.
Está ubicada al noroeste de la región Sudeste de Inglaterra, cerca de la frontera con las regiones Midlands del Este y Midlands del Oeste, de la ciudad de Oxford —la capital del condado—, del río Támesis, y al noroeste de Londres.